# Serena Evans
Serena Evans, född 2 december 1959 i Westminster, London är en brittisk skådespelare.

## Rollista i urval
- 1983–1986 – The Comic Strip (TV-serie)
- 1995–1996 – Mitt liv som snut (TV-serie)
- 2000 – Maybe Baby
- 2002 – Brottet och straffet (TV-serie)
- 2010 – Casualty (TV-serie)
- 2015 – Kommissarie Lewis (TV-serie)
- 2015–2019 – Catastrophe (TV-serie)
- 2018–2023 – There She Goes (TV-serie)
- 2020 – Belgravia (TV-serie)
- 2024 – Grantchester (TV-serie)